# Fausto Sozzini
Fausto Sozzini – eller Socini – (født 5. december 1539 i Siena, død 3. marts 1604 i Lusławice, Polen) var en unitarisk teolog og grundlagde sammen med onklen Lelio Sozzini socinianismen.
I 1559 måtte han forlade sin fødeby og boede fra 1562 i Zürich. Gennem studiet af sin onkels papirer tilegnede han sig onklens teologiske overbevisning og tog tilbage til Italien, men måtte efter 12 år på en florentinsk gård flygte fra inkvisitionen. Han begav sig 1574 til Basel og 1578 til Siebenbürgen for at mægle i en strid mellem Ferenc Dávid og Giorgio Biandrata om, hvordan man tilbeder Jesus. Forgæves. Igen uden held bekæmpede han i de næste år i Kraków stridigheder om gendåb blandt unitarerne. Først 1603 blev gendåb afskaffet i de unitariske menigheder. Sozzini boede fra 1587 igen i Kraków. Efter at studenterne i Kraków havde mishandlet ham for kætterske ideer og brændt alle hans papirer, flyttede han 1598 til landsbyen Lusławice i nærheden, hvor han tilbragte sine sidste leveår under beskyttelse af en adelig.